# Alzing
Pour l’article homonyme, voir Alzing (Siegsdorf).
Alzing [alzɛ̃] (en allemand Alzingen) est une commune française située dans le département de la Moselle et le bassin de vie de la Moselle-est, en région Grand Est.

## Géographie
|             | Bouzonville |           |
| Vaudreching | Alzing      | Oberdorff |
|             |             | Brettnach |

Le village se situe dans le pays de Nied, à proximité de la ville de Bouzonville, chef-lieu du canton.

### Hydrographie
La commune est située dans le bassin versant du Rhin au sein du bassin Rhin-Meuse. Elle est drainée par le ruisseau Ohligbach.

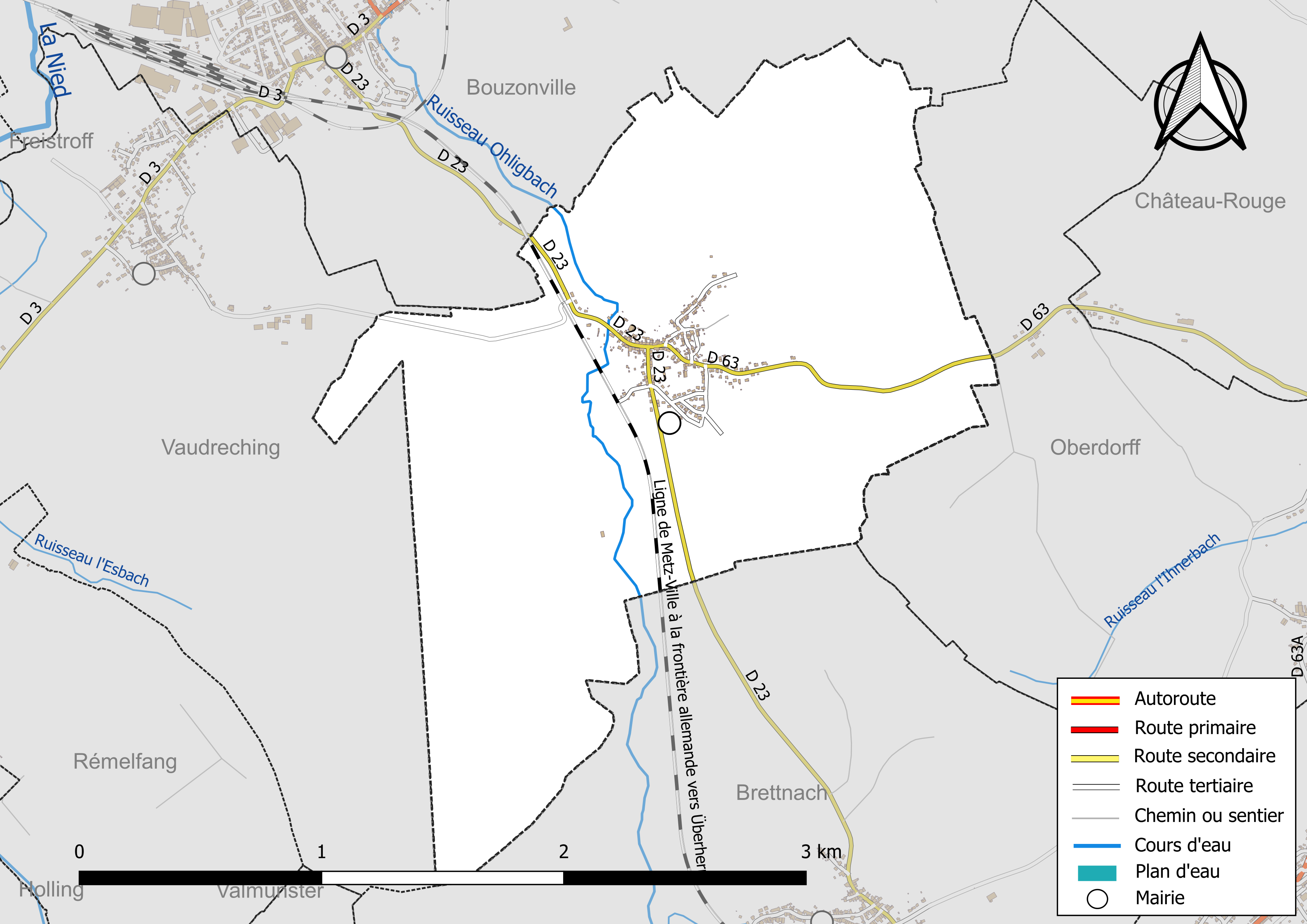
Réseaux hydrographique et routier d'Alzing.

### Climat
Pour des articles plus généraux, voir Climat du Grand Est et Climat de la Moselle.
En 2010, le climat de la commune est de type climat des marges montargnardes, selon une étude du Centre national de la recherche scientifique s'appuyant sur une série de données couvrant la période 1971-2000. En 2020, Météo-France publie une typologie des climats de la France métropolitaine dans laquelle la commune est exposée à un climat semi-continental et est dans la région climatique Lorraine, plateau de Langres, Morvan, caractérisée par un hiver rude (1,5 °C), des vents modérés et des brouillards fréquents en automne et hiver.
Pour la période 1971-2000, la température annuelle moyenne est de 9,6 °C, avec une amplitude thermique annuelle de 16,7 °C. Le cumul annuel moyen de précipitations est de 794 mm, avec 12 jours de précipitations en janvier et 9,3 jours en juillet. Pour la période 1991-2020, la température moyenne annuelle observée sur la station météorologique de Météo-France la plus proche, « Seingbouse », sur la commune de Seingbouse à 27 km à vol d'oiseau, est de 10,5 °C et le cumul annuel moyen de précipitations est de 731,4 mm. 
La température maximale relevée sur cette station est de 37,9 °C, atteinte le 25 juillet 2019 ; la température minimale est de −17 °C, atteinte le 20 décembre 2009,,.
Les paramètres climatiques de la commune ont été estimés pour le milieu du siècle (2041-2070) selon différents scénarios d'émission de gaz à effet de serre à partir des nouvelles projections climatiques de référence DRIAS-2020. Ils sont consultables sur un site dédié publié par Météo-France en novembre 2022.

## Urbanisme

### Typologie
Au 1er janvier 2024, Alzing est catégorisée commune rurale à habitat dispersé, selon la nouvelle grille communale de densité à sept niveaux définie par l'Insee en 2022.
Elle est située hors unité urbaine. Par ailleurs la commune fait partie de l'aire d'attraction de Bouzonville, dont elle est une commune de la couronne,. Cette aire, qui regroupe 12 communes, est catégorisée dans les aires de moins de 50 000 habitants,.

### Occupation des sols
L'occupation des sols de la commune, telle qu'elle ressort de la base de données européenne d’occupation biophysique des sols Corine Land Cover (CLC), est marquée par l'importance des territoires agricoles (59 % en 2018), une proportion identique à celle de 1990 (59 %). La répartition détaillée en 2018 est la suivante : 
terres arables (41,2 %), forêts (34,2 %), prairies (17,3 %), zones urbanisées (5,6 %), milieux à végétation arbustive et/ou herbacée (1,2 %), zones agricoles hétérogènes (0,4 %). L'évolution de l’occupation des sols de la commune et de ses infrastructures peut être observée sur les différentes représentations cartographiques du territoire : la carte de Cassini (XVIIIe siècle), la carte d'état-major (1820-1866) et les cartes ou photos aériennes de l'IGN pour la période actuelle (1950 à aujourd'hui).

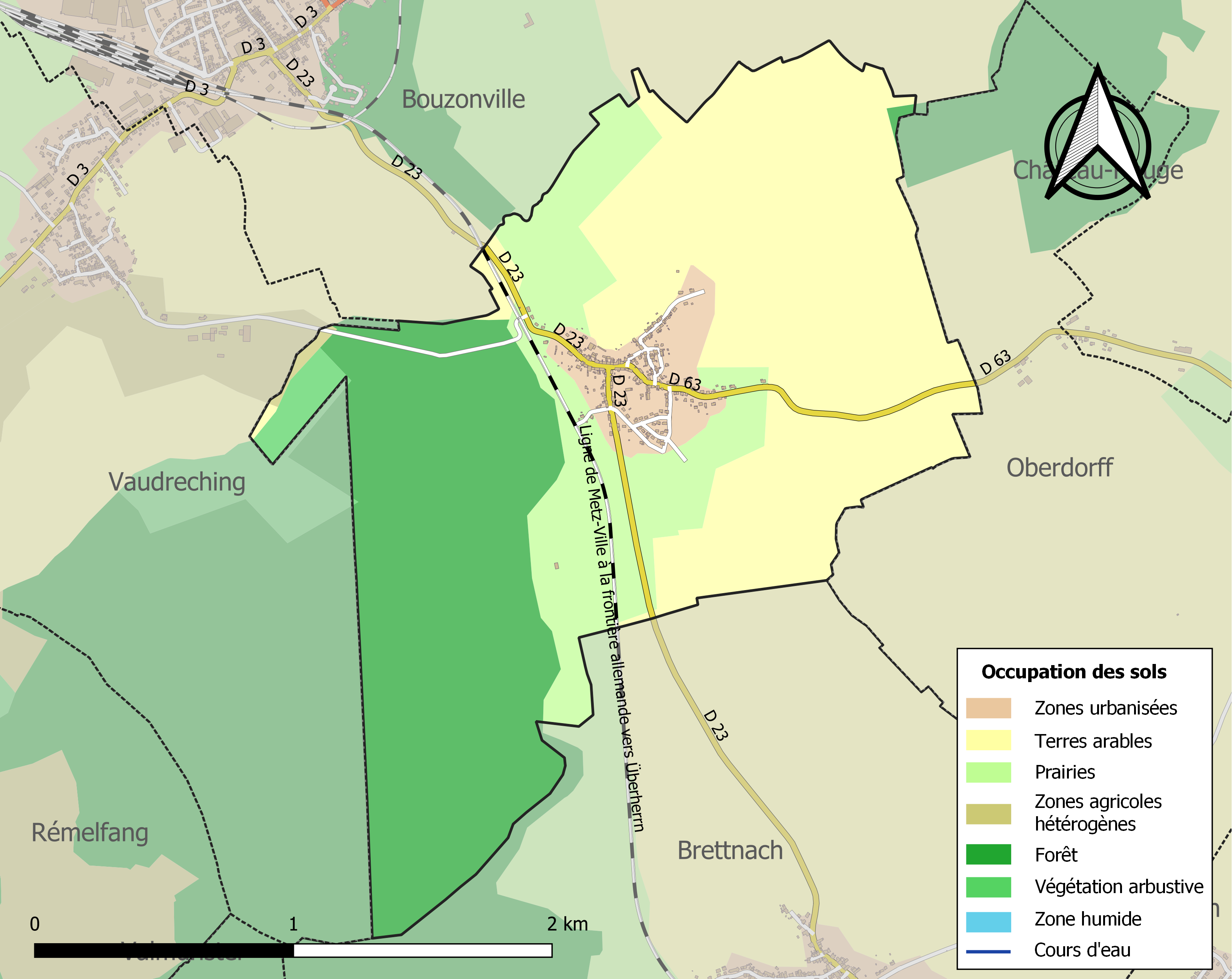
Carte des infrastructures et de l'occupation des sols de la commune en 2018 (CLC).

## Toponymie
- Alsingen en 1169, Alezenges de leiz Bazonville (Bouzonville) en 1286, Anselingen et Axselingen en 1594, Alsingen en 1633, Altzing au XVIIe siècle, Alzingen et Alsing au XVIIIe siècle.
- En francique lorrain : Oljhéngen. En allemand : Alzingen.

## Histoire
L'occupation du site est très ancienne, comme en témoigne la découverte de vestiges archéologiques en forêt communale avec des tumuli.

## Politique et administration
| Période                                  | Période   | Identité         | Étiquette | Qualité  |
| ---------------------------------------- | --------- | ---------------- | --------- | -------- |
| Les données manquantes sont à compléter. |           |                  |           |          |
| 1989                                     | mars 2014 | Edmond Lechner   |           |          |
| mars 2014                                | En cours  | Jean-Marie Egler | SE        | Retraité |

## Population et société

### Démographie
L'évolution du nombre d'habitants est connue à travers les recensements de la population effectués dans la commune depuis 1800. Pour les communes de moins de 10 000 habitants, une enquête de recensement portant sur toute la population est réalisée tous les cinq ans, les populations de référence des années intermédiaires étant quant à elles estimées par interpolation ou extrapolation. Pour la commune, le premier recensement exhaustif entrant dans le cadre du nouveau dispositif a été réalisé en 2007.

En 2022, la commune comptait 401 habitants, en évolution de +1,01 % par rapport à 2016 (Moselle : +0,52 %, France hors Mayotte : +2,11 %).
| 1800 | 1806 | 1836 | 1841 | 1861 | 1866 | 1871 | 1875 | 1880 |
| ---- | ---- | ---- | ---- | ---- | ---- | ---- | ---- | ---- |
| 328  | 339  | 461  | 481  | 488  | 502  | 463  | 418  | 424  |

| 1885 | 1890 | 1895 | 1900 | 1905 | 1910 | 1921 | 1926 | 1931 |
| ---- | ---- | ---- | ---- | ---- | ---- | ---- | ---- | ---- |
| 418  | 416  | 413  | 346  | 363  | 379  | 332  | 374  | 373  |

| 1936 | 1946 | 1954 | 1962 | 1968 | 1975 | 1982 | 1990 | 1999 |
| ---- | ---- | ---- | ---- | ---- | ---- | ---- | ---- | ---- |
| 355  | 237  | 303  | 356  | 364  | 336  | 339  | 400  | 399  |

| 2006 | 2007 | 2012 | 2017 | 2022 | - | - | - | - |
| ---- | ---- | ---- | ---- | ---- | - | - | - | - |
| 446  | 453  | 417  | 392  | 401  | - | - | - | - |

### Cultes
Le petit village d'Alzing est, du point de vue spirituel, annexe de la vaste et ancienne paroisse Saint-Rémi de Vaudreching, église-mère jusqu'à la Révolution française des villages de Bouzonville, Vaudreching, Alzing, Aidling, Benting, Heckling et même de Brettnach. Le village ne possède cependant aucun lieu de culte à cette époque et les fidèles assistent aux offices célébrés dans l'église-mère, s'y rendant par un chemin de terre, à travers champs et forêts. Au début du XXe siècle, l'idée germe alors d'ériger une église pour la communauté d'Alzing, sous l'impulsion de l'association Saint-Joseph créée le 16 mai 1932. L'association théâtrale et la société de musique, les pompiers et les mineurs avec le reste de la population se mettent au travail pour collecter les fonds nécessaires à la réalisation du projet.
Des plans sont établis et les autorités diocésaines sont consultées. La réponse ne tarde pas, émettant cependant des conditions : « Alzing n'étant pas une paroisse, elle n'a droit qu'à une chapelle, avec les dimensions d'une chapelle, toutes proportions gardées. » Après bien des difficultés, mais grâce à la volonté farouche des divers acteurs, la première pierre est tout de même posée le 14 juillet 1932, en présence de l'abbé Müller, curé, de Nicolas Jung, maire et de toute la population. Une fois les travaux terminés, l'inauguration peut avoir lieu le 8 septembre 1934 et l'édifice est consacré par le chanoine Adam, secrétaire de l'évêché ; elle est dédiée à saint Joseph, patron des travailleurs. Les vitraux actuels datent de 1954 et sont l'œuvre d'un verrier de Strasbourg, tandis que le chemin de croix en bois a été sculpté en Alsace. Les luminaires en bois sont exécutés par Jean Baur, artisan du village, le nouvel autel étant réalisé par Antoine Weiland et Émile Terbiche, menuisiers à Alzing.
Le clocher est particulier puisqu'il est séparé du corps principal de la chapelle. Au XIXe siècle, le village ne possédant pas d'église et donc de cloche, la municipalité décide ainsi en 1839 de construire un beffroi pour animer la vie du village : sonner l'angélus, sonner pour les morts ou encore appeler la population à l'aide lors des incendies. La cloche est fondue et installée en 1841 par l'atelier Perrin de Serrouville.

## Culture locale et patrimoine

### Lieux et monuments

#### Édifices civils
- Substructions d'une villa romaine entre Alzing et Brettnach.
- Présence de vestiges archéologiques en forêt communale avec des tumuli.
- l'Arbre des Sorcières (Hexenbaum).

#### Édifices religieux

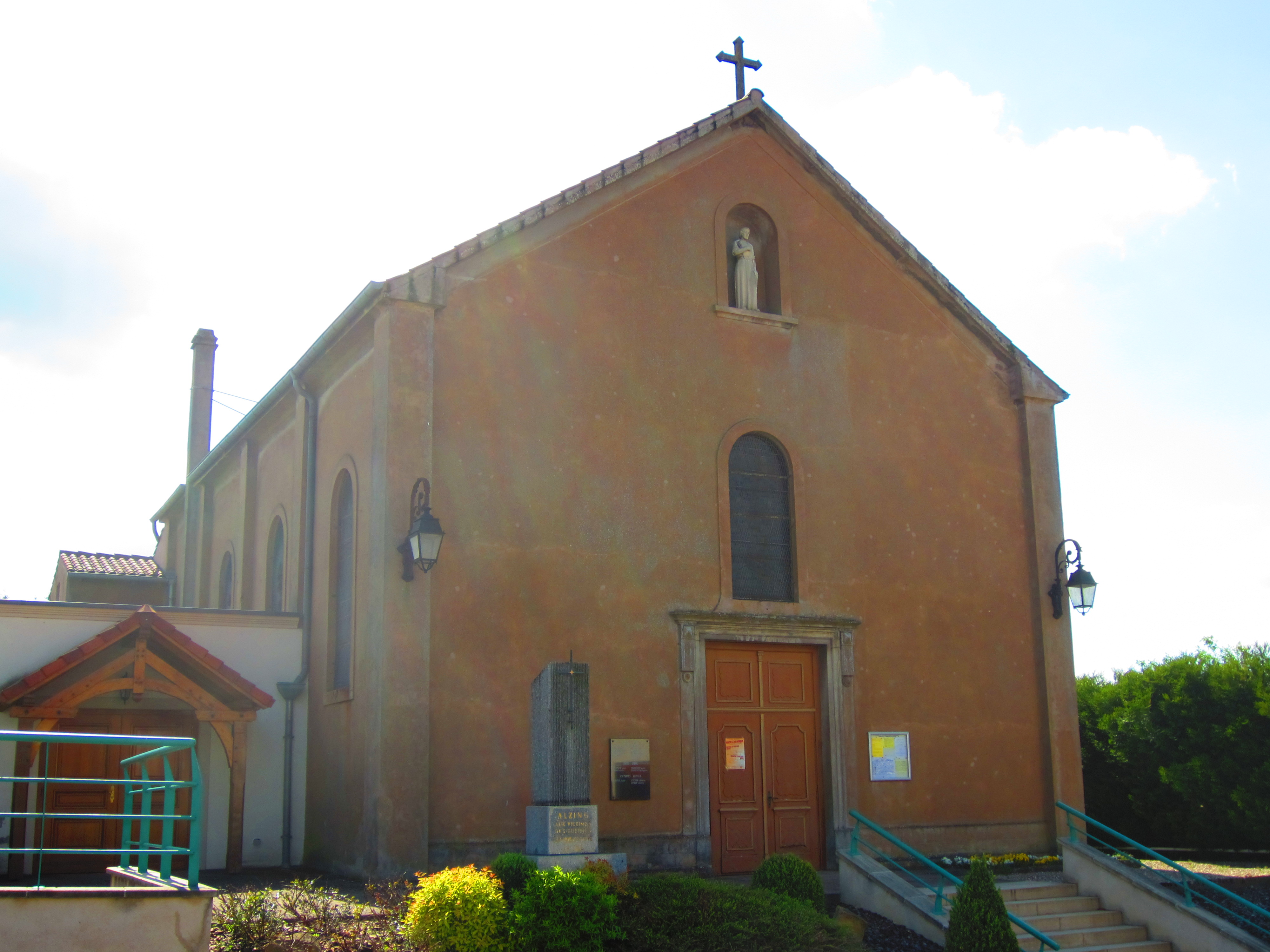
Église Saint-Joseph.

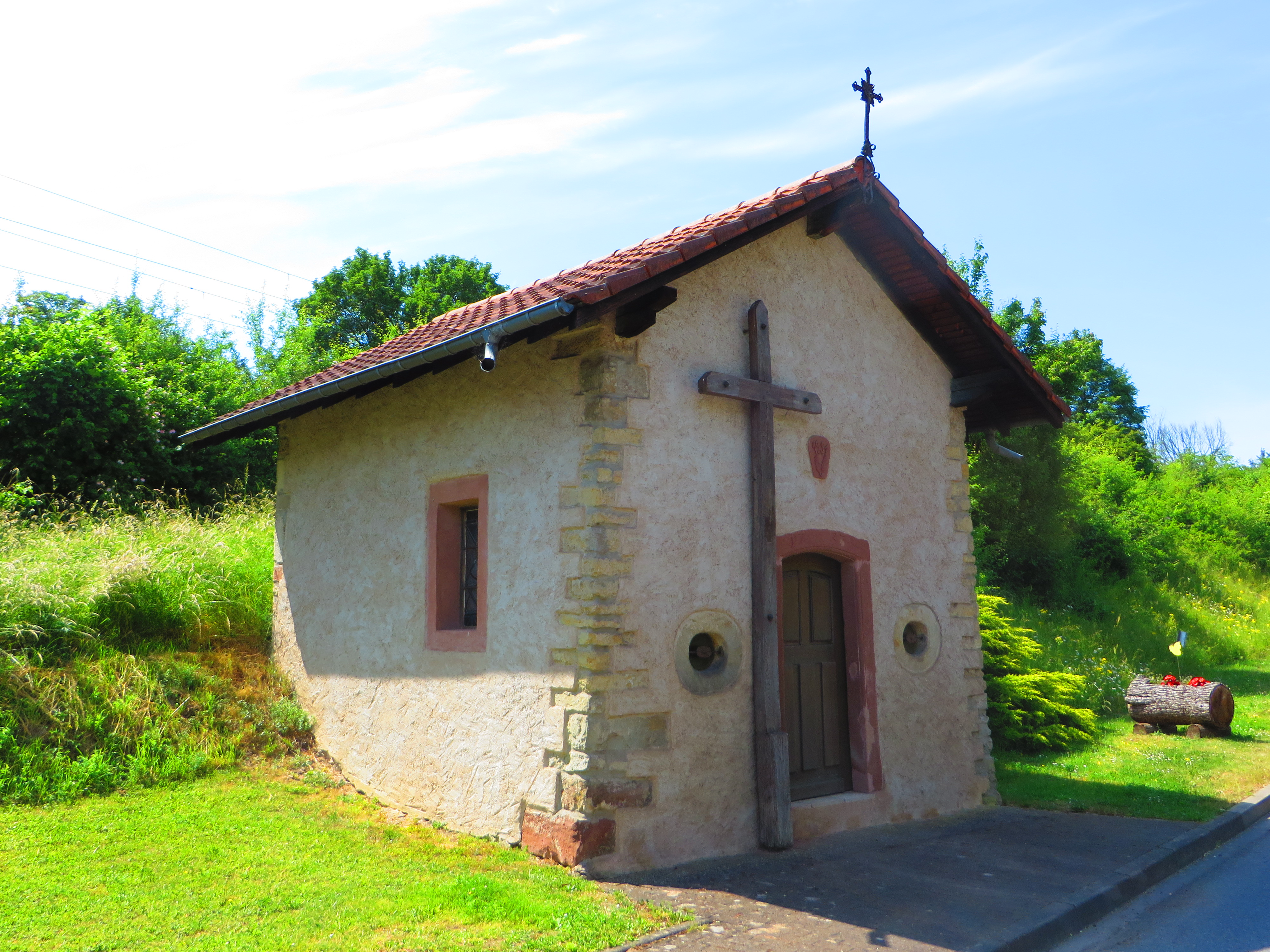
Chapelle de la Trinité.

- Église Saint-Joseph, inaugurée en 1934 (le siège de la paroisse est à Vaudreching).
- Chapelle de la Trinité, datant de 1737 (les statues de saint Éloi et de saint Nicolas ont été volées).

### Héraldique
| Blason de Alzing | Blason  | D'azur à trois lions couronnés d'argent, à la croix alésée d'or brochant sur le tout. |
| Blason de Alzing | Détails | Le statut officiel du blason reste à déterminer.                                      |

## Pour approfondir